# 永徽
永徽（650年正月—656年正月）是唐高宗李治的第一个年号，也是唐高宗李治在位期間使用最長的年號。唐朝使用这个年号共七年。

## 改元
- 貞觀二十四年——正月一日，改元永徽元年。[2][3][4]
- 永徽七年——正月七日，改元顯慶元年。[5][6][7]

## 大事记
- 永徽二年——伊斯兰教传入中国。大食使者到达中国。
- 永徽三年——孙思邈70岁，写成《备急千金要方》。
- 永徽三年——始建西安大雁塔（全称慈恩寺大雁塔），内藏玄奘从印度带回的大量佛家经卷。
- 永徽三年——李元婴升迁苏州刺史，调任为洪州都督。
- 永徽三年——契苾何力率唐兵与回纥兵西进，败贺鲁所属的处月部。
- 永徽四年——房遗爱与妻高阳公主谋反被诛。唐太宗之弟“滕王”、洪州都督李元婴开始修建滕王阁。
- 永徽四年——陈硕真民变。
- 永徽六年——王皇后和蕭淑妃被廢，立武則天為皇后

## 出生
- 永徽二年——刘希夷，唐朝诗人
- 永徽二年——李思训，唐朝大将军
- 永徽五年——李賢，高宗六子，章懷太子

## 纪年
| 永徽 | 元年  | 二年  | 三年  | 四年  | 五年  | 六年  | 七年  |
| ---- | ----- | ----- | ----- | ----- | ----- | ----- | ----- |
| 公元 | 650年 | 651年 | 652年 | 653年 | 654年 | 655年 | 656年 |
| 干支 | 庚戌  | 辛亥  | 壬子  | 癸丑  | 甲寅  | 乙卯  | 丙辰  |

## 同期存在的其他政权年号
- 日本飞鸟时代
  - 大化（645年－650年）：孝德天皇之年号
  - 白雉（650年－654年）：孝德天皇之年号

## 參看
- 永徽之治
- 中國年號索引

## 引用
1. ↑  李崇智，《中國歷代年號考》，第98頁。
2. ↑  劉昫.  . 维基文库.「永徽元年春正月辛丑朔，上不受朝，詔改元。」
3. ↑  歐陽脩.  . 维基文库.「永徽元年正月辛丑，改元。」
4. ↑  司馬光.  . 维基文库.「永徽元年春，正月，辛丑朔，改元。」
5. ↑  劉昫.  . 维基文库.「〔永徽〕七年春正月辛未，廢皇太子忠為梁王，立代王弘為皇太子。壬申，大赦，改元為顯慶。」
6. ↑  歐陽脩.  . 维基文库.「顯慶元年正月辛未，廢皇太子為梁王，立代王弘為皇太子。壬申，大赦，改元，」
7. ↑  司馬光.  . 维基文库.「顯慶元年春正月……壬申，赦天下，改元。」